# Jules Adrien Blanchet
Jules Adrien Blanchet (Parigi, 6 marzo 1866 – Parigi, 27 dicembre 1957) è stato un numismatico e bibliotecario francese.

## Biografia
È stato attaché al Cabinet des médailles della Biblioteca nazionale di Francia.
Dal 1893 al 1901 è stato segretario della Revue numismatique e poi ne è stato direttore dal 1906 al 1956.
Ha fatto parte di diverse società e accademie tra cui l'Académie des inscriptions et belles-lettres, la Académie des sciences, belles-lettres et arts de Lyon di cui è stato membro d'onore e associato nel 1956.
È stato presidente del Comité des travaux historiques et scientifiques.
Nel 1916 è stato nominato membro della Commission du Vieux Paris, di cui è divenuto vicepresidente nel 1942.
Nel 1886 è stato membro fondatore della Société de Borda  di cui ha fatto parte fino alla morte nel 1957.
Ha fatto anche parte della Société des sciences naturelles et archéologiques de la Creuse

## Pubblicazioni
Archeologia
- Recherches sur les aqueducs et cloaques de la Gaule romaine (1909)
- Les enceintes romaines de la Gaule (1907)

Numismatica
- Études de numismatique (1892 – 1901)
- Mémoires et notes de numismatique (1909 – 1920)
- Manuel de numismatique française (1 part, 1912, con Adolphe Dieudonné).